# Anna Granville Hatcher
Anna Granville Hatcher (* 1905; † 1978) war eine US-amerikanische Romanistin und Linguistin.

## Leben
Anna G. Hatcher promovierte 1934 an der Johns Hopkins University in Baltimore mit der Arbeit Result Clauses in Old French (erschienen u.d.T. Consecutive clauses in Old French, in: Revue des études Indo-européennes 11, 1939, fasc. 2-4, S. 30–69) und wurde in Baltimore Schülerin von Leo Spitzer. 1953 hatte sie ein Guggenheim-Stipendium. Von 1970 bis zu ihrem Tod gehörte sie der Alliance of Distinguished and Titled Professors der Indiana University in Bloomington an.

## Werke
- Reflexive verbs. Latin, Old French, Modern French, Baltimore 1942, New York 1973
- (Hrsg. mit Charles Singleton) Leo Spitzer, Essays in historical semantics. Testimonial volume in honor of Leo Spitzer on the occasions of his 60th birthday, February the seventh,  Baltimore 1947, New York 1968
- Modern English Word-Formation and Neo-Latin. A Study of the Origins of English (French, Italian, German) copulative compounds, Baltimore 1951
- Theme and Underlying Question. Two studies of Spanish word-order, New York 1956
- (Hrsg. mit Karl-Ludwig Selig) Studia philologica et litteraria in honorem Leo Spitzer, Bern 1958
- (Hrsg.) Leo Spitzer, Essays on English and American literature, New York 1962, 1968, 1984
- (Hrsg.) Leo Spitzer, Classical and Christian Ideas of world harmony. Prolegomena to an interpretation of the word „Stimmung“. Vorwort von René Wellek, Baltimore/London 1963